# کنستانتین زریق
کُنستانتین زُرِیق (به عربی: قسطنطين زريق) (۱۸ آوریل ۱۹۰۹ - ۱۱ اوت ۲۰۰۰) تاریخ‌نگار سوری و رئیس دانشگاه سوریه (۱۹۴۹–۱۹۵۲) بود. از دانشگاه پرینستون دکترای تاریخ گرفت و در دانشگاه آمریکایی بیروت تدریس داشت. از آثار او «معنی فاجعه (۱۹۴۸)»، «ما و تاریخ (۱۹۵۹)»، «در نبرد تمدن (۱۹۶۴)» و «ما و آینده (۱۹۷۷)».

## زندگی‌نامه
کنستانتین زوریق در تاریخ ۱۸ آوریل ۱۹۰۹ در دمشق، سوریه متولد شد. او مدرسه ابتدایی و متوسطه خود را در مدارس ارتدوکس دریافت کرد. او تحصیلات خود را در دانشگاه آمریکایی بیروت ادامه داد و در نهایت در سن ۲۱ سالگی دکترای خود را در دانشگاه پرینستون دریافت کرد.